# Сеть пассивного режима работы мозга
Сеть пассивного режима работы мозга (СПРРМ, также нейронная сеть оперативного покоя, англ. default mode network, DMN) — нервная сеть взаимодействующих участков головного мозга, активная в состоянии, когда человек не занят выполнением какой-либо задачи, связанной с внешним миром, а, напротив, бездействует, отдыхает, грезит наяву или погружён в себя. Эта нервная сеть активно изучается в числе так называемых сетей состояния покоя (англ. resting state network). Сеть была открыта в начале 2000-х годов группой нейрофизиологов под руководством американского профессора Маркуса Райхла. В состав сети включаются несколько анатомически разнесённых, но функционально связанных между собой областей головного мозга: вентромедиальная префронтальная кора, дорсомедиальная префронтальная кора, латеральная теменная кора и кора задней части поясной извилины вместе с прилежащими частями предклинья. Часто в состав СПРРМ также включают энторинальную кору.
Исследования показывают, что приблизительно полдня люди проводят в мысленных мини-путешествиях, не думая о текущих задачах.
К 2019 году терминология в области изучения режима пассивной работы мозга только формируется. В книге Ш. Пиллэй для обозначения  такого состояния мозга использованы термины «расфокусированное сознание», «расфокус» (рассредоточенность), а для состояния целенаправленного решения задач — «сосредоточенность».

## Функции
По состоянию на 2015 год функции СПРРМ, несмотря на активные исследования, известны не полностью. Существует два подхода к выявлению этих функций, которые можно условно назвать структурным и системным. Структурный подход связан с анализом функций структур и участков мозга, составляющих анатомическую основу сети, системный подход — с анализом собственной активности мозга как совокупности взаимодействующих нейронных систем.

### Структурный подход
Вентромедиальная префронтальная кора — это область, которая связывает орбитофронтальную кору и такие структуры, как гипоталамус, миндалевидное тело и центральное серое вещество среднего мозга. В силу этих анатомических связей она играет важную роль в пересылке сенсорной информации о внешнем мире и теле в структуры, отвечающие за висцеральные и моторные реакции. Разрушение вентромедиальной префронтальной коры у пациентов (например, как в классическом случае Финеаса Гейджа) приводит к серьёзным изменениям в психике и личности человека. Методами нейровизуализации установлено, что в тревожных эмоциональных состояниях активность СПРРМ возрастает. По мнению Маркуса Райхла, активность компонента СПРРМ, связанного с вентромедиальной префронтальной корой, указывает на динамическое равновесие между направленным вниманием и общим эмоциональным фоном человека, которое возникает в так называемом «базовом» (то есть бездеятельном и спокойном) состоянии.
Дорсомедиальная префронтальная кора анатомически прилегает непосредственно к вентромедиальной префронтальной коре, но её активность связана с другим аспектом «базового» состояния, а именно с погружённостью в мысли, соотнесённые с самим человеком. В экспериментах испытуемым предъявлялись эмоционально значимые изображения, и им необходимо было отмечать, вызывают ли эти картинки приятные или неприятные ощущения. При этом возрастала активность компонента СПРРМ, связанного с дорсомедиальной префронтальной корой, и уменьшалась активность в вентромедиальной префронтальной коре, в согласии с тем, что эмоциональная составляющая снижается по мере того, как задача требует большего внимания.
Кора задней части поясной извилины и медиальная часть предклинья — это компоненты СПРРМ, которые тесно связаны с гиппокамповой формацией. Они связаны с памятью и воспоминаниями, которые могут всплывать непроизвольно в «базовом» состоянии или намеренно вызываться человеком.
Таким образом, эти три основные компонента, выделяемые в рамках структурного подхода, указывают на роль СПРРМ в таких процессах, как эмоциональный фон психической деятельности, мысли, соотнесённые с самим субъектом (англ. self-referential thoughts), и воспоминания. По современным экспериментальным данным, эти компоненты всегда присутствуют в состояниях, когда работает СПРРМ, но их относительная активность может варьироваться (усиливаться или ослабляться) в зависимости от характера задачи или текущего состояния человека.

### Системный подход
В первые годы после своего открытия сеть пассивного режима обычно связывалась с пребыванием в состоянии покоя, когда человек не занят решением каких-либо задач, связанных с концентрацией внимания на внешних объектах. Для такого состояния характерны релаксированность, погружённость в себя, сосредоточенность на своих мыслях, спонтанные воспоминания о прошлых событиях или размышления о будущем. Однако в последнее время исследователи всё чаще подвергают сомнению пассивную роль СПРРМ. Предлагается даже изменить название сети: вместо «default mode network» назвать её просто «default network», убрав из названия слово «mode» (режим), которое в английском языке подчёркивает пассивный характер сети. 
Указания на фундаментальную роль СПРРМ в большинстве мозговых процессов следуют из того, что в целом энергопотребление мозга (по массе составляющего 2 % от всего тела, но потребляющего 20 % всей энергии), остаётся практически постоянным независимо от того, чем занят человек, отдыхает ли он или же решает задачи, требующие серьёзной концентрации внимания. В последнем случае локальные отклонения от среднего энергопотребления не превышают 5 %. 
В системном подходе процессы, происходящие в мозге, рассматриваются как результат параллельной деятельности множества функциональных систем, включающих большие ансамбли нейронов и специализированных для решения тех или иных задач. В частности, сеть пассивного режима противопоставляется так называемой сети оперативного решения задач), которая активируется, когда человек сконцентрирован на выполнении сложных заданий, требующих мобилизации внимания, работает, «забывая себя», и входит в потоковые состояния. Эти две сети работают в противофазе, когда активность одной возрастает при изменении характера деятельности человека, активность другой уменьшается, и наоборот. Маркус Райхл предполагает, что роль СПРРМ может оказаться фундаментальной в том смысле, что эта сеть поддерживает баланс между поведенческими актами на основе более специализированных функциональных систем и «базового» состояния, когда человек не решает никаких конкретных задач, но бодрствует и готов к любым действиям.

### Текущие результаты исследований
Проведённые к  2018 году исследования в существенной степени выявили характер и масштабы связей СПРРМ в состояниях сосредоточенности и расфокуса. Выявлено, что СПРРМ выполняет следующие функции:
- Поглощает отвлекающие факторы[12][13]. Цепи расфокуса играют важную роль в удержании внимания, впитывая и обрабатывая всю лишнюю, отвлекающую от текущей задачи информацию.

- Обеспечивает гибкость мышления[14][15]. Расфокус  служит средством разветвления, которое обеспечивает переключение внимания с одной задачи  на другую. Правильное использование СПРРМ позволяет сделать мышление более гибким.

- Устанавливает глубокие связи с внутренним «я» и окружающим миром[16][17]. СПРРМ обеспечивает главный доступ к автобиографической памяти. Так осуществляется связь человека с его жизненными событиями, хранящимися в разных отделах мозга, и в любой момент сосредоточенности позволяют извлечь из памяти события прошлого. Личностные черты и самовосприятие сводятся цепями расфокуса в одну точку, и могут активироваться ими одновременно.
- Активирует цепи «социальных связей»[18][19].
- Она объединяет прошлое, настоящее и будущее[20][21]. Объединяются сведения о прошлом,  извлечённые из памяти,  сигналы воспринимаемыми органами чувств  и планы и образы будущего. СПРРМ сводит их вместе и способствует постижению происходящего в текущий момент. Она соединяет точки шкалы времени жизни человека.
- Помогает творческому самовыражению[22][23]. СПРРМ обладает способностью устанавливать связи между отдельными участками мозга, и таким образом, появляются уникальные ассоциации и осуществляется  развитие самобытности человека. Благодаря этому обеспечивается возможность действовать спонтанно и непосредственно.
- Способствует более чёткому проявлению смутных воспоминаний[24][25]. СПРРМ помогает задействовать память, лежащую за пределами границы внимания, и извлечь из неё информацию, не извлекаемую другими способами.

## Нарушения
Предполагается, что нарушения работы СПРРМ могут играть роль в таких болезнях и расстройствах, как болезнь Альцгеймера, аутизм, шизофрения, депрессия, синдром дефицита внимания и гиперактивности, обсессивно-компульсивное расстройство, хроническая боль и др.